# Landgoed Nijenburg

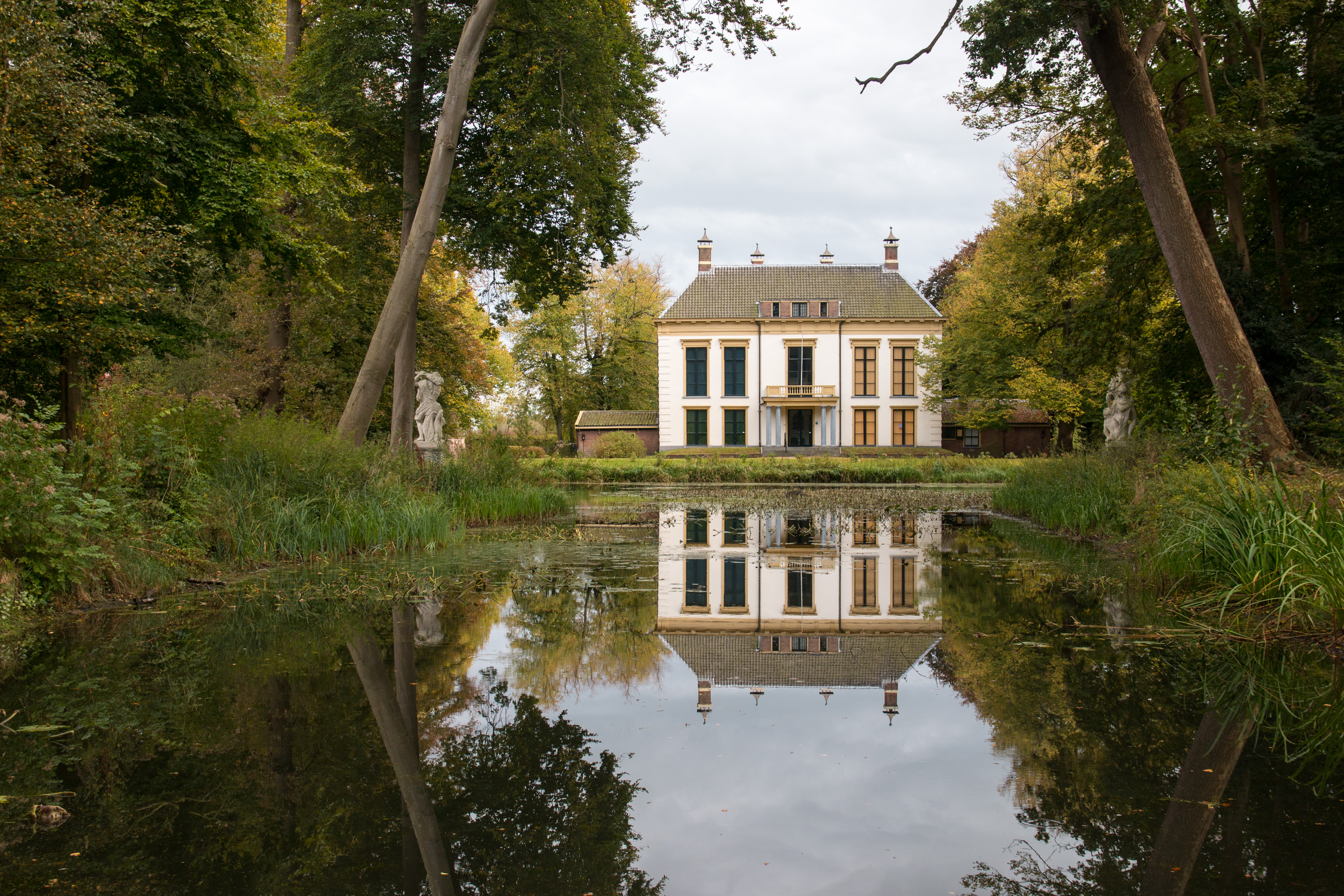
Landgoed Nijenburg

Landgoed Nijenburg is een 18e-eeuwse Nederlandse buitenplaats tussen Alkmaar en Heiloo. Tegenwoordig is de Nijenburg een natuurgebied. Het terrein ligt gedeeltelijk op een voedselarme strandwal en deels op voedselrijke veen-, klei-, en zandgronden.
In 1705 werd door Jan van Egmond van de Nijenburgh begonnen met de bouw van de buitenplaats. Het aanvankelijk eenvoudige huis werd in sobere Hollands classicistische stijl uitgevoerd in rode bakstenen met geblokte hoeklisenen. Het koetshuis van de Nijenburg is door zijn omvang uniek binnen de context van de Nederlandse buitenplaatsen. De buitenzijde van het koetshuis is zo goed als in de oorspronkelijke staat bewaard gebleven en geeft, veel beter dan het hoofdhuis, een beeld van de krachtige architectuuropvatting van rond 1700. Omstreeks 1712 werd het hoofdgebouw aan de achterzijde uitgebreid met een bibliotheek. In de 19e eeuw veranderde het aangezicht doordat de voorgevel wit werd gepleisterd, een balkon werd aangebouwd en deuren en vensters in empirestijl werden gerealiseerd. De tuinen bevatten vele cultuurhistorische elementen uit de 18e en 19e eeuw en daarmee is Nijenburg uniek en zeldzaam te noemen in de regio.
Tot in de 20e eeuw was de buitenplaats in bezit van de familie Van Foreest, nazaten van de familie Van Egmond van de Nijenburgh. Om duurzaam behoud te garanderen werd besloten het landgoed van 285 hectare in twee transacties (1932 en 1966) te verkopen aan de Vereniging Natuurmonumenten. Op haar beurt heeft Natuurmonumenten in 2004 besloten de gebouwen over te dragen aan Vereniging Hendrick de Keyser. Laatstgenoemde stichting is sindsdien verantwoordelijk voor het beheer, de renovatie en restauratie van het hoofdgebouw en het bijbehorende koetshuis.
Het landgoed heeft een oude boomgaard, waarin 76 bomen staan, van 43 verschillende rassen, waaronder 23 appels (44 bomen) en 14 peren (25 bomen).